# Бјолеј (Аоста)
Бјолеј је насеље у Италији у округу Долина Аосте, региону Долина Аосте.
Према процени из 2011. у насељу је живело 36 становника. Насеље се налази на надморској висини од 969 м.